# Монтефредане
Монтефредане (итал. Montefredane) — коммуна в Италии, располагается в регионе Кампания, в провинции Авеллино.
Население составляет 2304 человека, плотность населения составляет 256 чел./км². Занимает площадь 9 км². Почтовый индекс — 83030. Телефонный код — 0825.
Покровителем коммуны почитается святитель Николай Мирликийский, чудотворец, празднование 6 декабря.